# عضلة جبهية
العَضَلَةُ الجَبْهِيَّة (بالإنجليزية: Frontalis muscle)‏ هي عضلة تُغطي جزءاً من الجمجمة. تعتبر بعض المصادر العضلة الجبهية عضلة مستقلة؛ ولكن مؤخراً صنفت ترمينولوجيا أناتوميكا العضلة الجبهية جزءاً من العضلة القذالية الجبهية إلى جانب العضلة القذالية.

## الوظيفة
في البشر تُستخدم العضلات الجبهية فقط لإظهار تعابير الوجه. في الحواجب، وظيفتها الأساسية هي رفعها (وبالتالي معارضة الجزء المداري من العضلة الدويرية العينية) خاصةً عند النظر للأعلى. تعمل أيضًا عندما يكون المنظر بعيدًا جدًا أو خافتًا.

## التغذية الدموية العصبية
تُعَصّب العضلة الجبهية بالعصب الوجهي. بينما تصل اليها التغذية الدموية عن طريق الشريان فوق الحجاج والشريان فوق البكرة.

## التشريح
العضلة الجبهية رقيقة ومربعية الشكل وملتصقة بشكل وثيق باللفافة السطحية. وهي أعرض من العضلة القذالية وأليافها أطول وأشحب في اللون. وهي تقع في مُقدمة الرأس.
لا تمتلك العضلة الجبهية ارتكازات عظمية. أليافها الوسطى ممتدة مع تلك الموجودة في العضلة الناحلة وترتبط الهوامش الإنسية للعضلة لجبهية ببعضها البعض فوق جذر الأنف. بينما تلتحم أليافها المباشرة مع العضلة المغضنة للحاجب وعضلة العين الدويرية، وبالتالي ترتبط بجلد الحاجبين. كما تلتحم أليافها الجانبية بالعضلة الأخيرة فوق الناتئ الوجني للعظم الجبهي.
من هذه الارتكازات تتجه الياف العضلة الجبهية للأعلى وتنضم لسفاق الفروة أسفل الدرز الإكليلي.

## صور إضافية

موقع العضلة الجبهية (تظهر بالأحمر)

## روابط خارجية
- PTCentral